# Banda Aceh
Banda Aceh este un oraș din Indonezia.